# Gyali
Gyali (řecky Γυαλί) je řecký ostrov v souostroví Dodekany v Egejském moři u pobřeží Malé Asie. Nachází se 20 km západně od poloostrova Datça na pobřeží turecké pevniny, 10 km jižně od ostrova Kós a 3,5 km severně od Nisyru, k němuž Gyali administrativně přináleží.

## Geografie

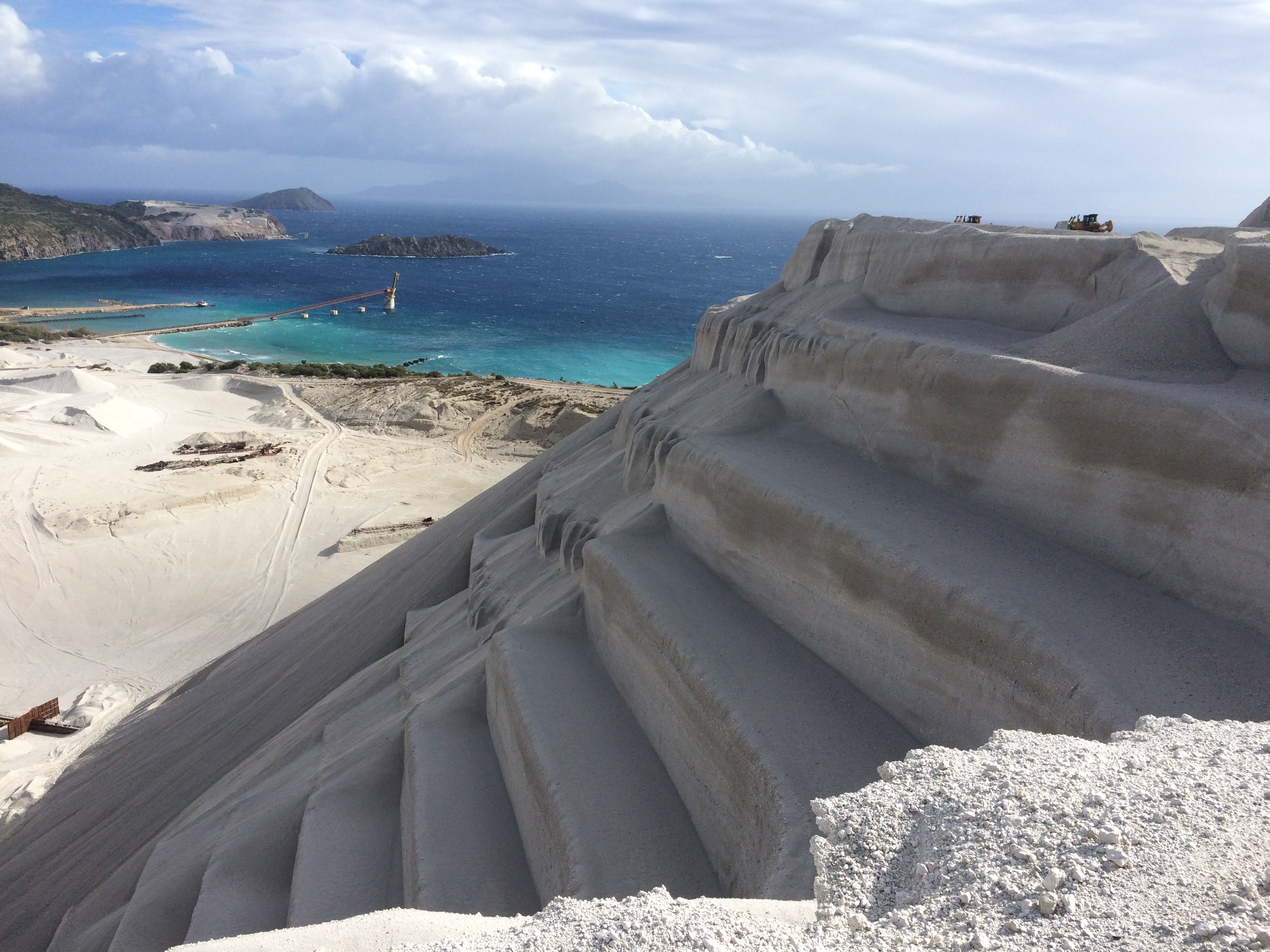
Těžba pemzy na Gyali

Rozloha ostrova je 4,558 km². Nejvyšší bod dosahuje nadmořské výšky 180 m. Ostrov se skládá ze dvou částí, severní a jižní, které jsou spojeny úzkou šíjí. Severní část je tvořena sopečným dómem z ryolitického obsidiánu a na jihozápadě z pemzy, která se zde těží.

## Obyvatelstvo
Uprostřed ostrova, v jižní části šíje u pobřeží se nachází jediná stejnojmenná vesnice, kde žilo v roce 2011 21 obyvatel. 